# Lengenfeld (Kümmersbruck)
Lengenfeld ist ein Ortsteil von Kümmersbruck im Oberpfälzer Landkreis Amberg-Sulzbach in Bayern.

## Lage
Das Kirchdorf ist etwa sechs Kilometer südöstlich von Amberg gelegen und einen Kilometer von Kümmersbruck entfernt. Der Haltepunkt Lengenfeld (Oberpf) lag an der Bahnstrecke Amberg–Schmidmühlen, welche stillgelegt ist.

## Kirche
Die Kirche in Lengenfeld, die größte der Filialkirchen Kümmersbrucks, ist heute eine Wendelinikirche. Von ihr war schon 1612 die Rede. Das erste vorliegende schriftliche Dokument stammt vom 4. November 1700, worin auch noch von „Dorflengenfeld“ gesprochen wird. Im Jahr 1724 suchte eine große Viehseuche den Ort heim. Man gelobte den Bau einer größeren Kapelle, was auch 1727 bis 1728 geschah. Nach einer Mitteilung des Superiors von Kloster Pielenhofen segnete der Dekan von Amberg die Kapelle. Schon 1753 wurde das Kirchenschiff verlängert und der Turm erhöht. Lengenfeld hatte damals mit der Kirche eine Blütezeit erlebt. Die hoch auf dem Berg thronende Kirche war Wallfahrtskirche für die Hirten und Schäfer, war Kirche für die Ortschaft, die noch in sich geschlossen war, aber auch Bezugskirche für die Leonhardi-Bruderschaft. Nach einem Verzeichnis aus dieser Zeit kamen aus der weiteren Umgebung die Mitglieder der Bruderschaft nach Lengenfeld, das zeigt auch eine Kerze in der Kirche, die schon älter als 200 Jahre ist. Im Jahr 1848 wurde das Gotteshaus eingeäschert, 1860 wieder neugebaut. Das Bild des Heiligen Wendelin hängt heute auf der Empore, während ein Marienbild im Hochaltar Platz gefunden hat. Ein früherer Seitenaltar steht heute in St. Antonius in Kümmersbruck. Die Lengenfelder haben 1858 einen Kreuzweg gespendet. Die Glocke von 1849 zeigt Maria Hilf und den Heiligen Wendelin, die aus 1709 stammende Glocke Maria Hilf und St. Sebastian. Das zeigt auch, dass Lengenfelder Kirche früher eine Sebastiankirche war und später zu einer Wendelinikirche wurde.
in

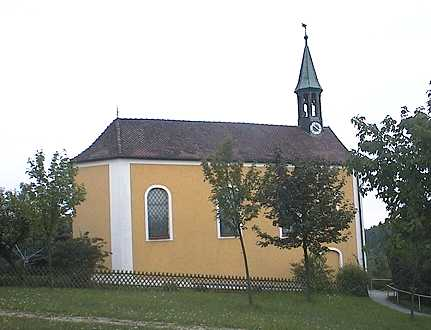
Seitenansicht der Wendelinikirche
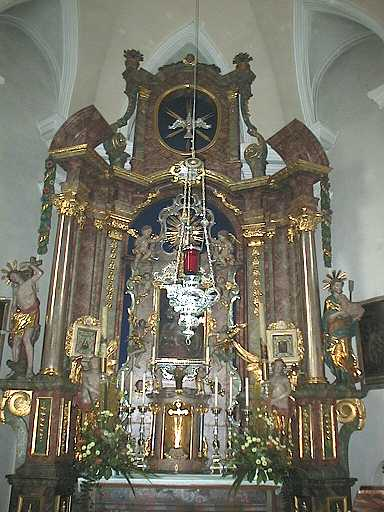
Hochaltar der Wendelinikirche